# Centralia (Pennsylvanie)
Pour les articles homonymes, voir Centralia.
Centralia est une ville fantôme du comté de Columbia, dans l'État de Pennsylvanie, aux États-Unis, aujourd’hui pratiquement abandonnée à la suite d'un incendie accidentel dans la mine de charbon souterraine s'étendant sous la ville, qui brûle depuis 1962 et ne s'éteint pas.
Sa population est passée de 1 000 habitants en 1981, année où fut donné l'ordre d'évacuer, à 12 en 2005, à 9 en 2007, et 5 en 2020, faisant de la ville la municipalité la moins peuplée de Pennsylvanie. Tous les biens fonciers de la ville ont fait l'objet d'une procédure d'expropriation lancée en 1992. Un accord a été conclu entre les autorités de l’État et les derniers résidents en octobre 2013 afin de leur permettre de continuer à vivre à Centralia tout en sécurisant ensuite l'expropriation de leurs biens.
Le code postal de la ville, 17927, a été supprimé en 2002.

## Bâtiments
Depuis le début de la destruction de la ville en 1981, il ne reste à Centralia qu'une église, quatre cimetières, six maisons et un local municipal abritant un camion de pompier.

## Histoire

### Début
Plusieurs ethnies américaines, qui résidaient dans ce qui est maintenant le comté de Columbia, vendent le terrain où Centralia est construite après la colonisation de 1749, pour la somme de 500 livres sterling. En 1770, lors de la construction de Reading Road, qui s'étendait de Reading à Fort Augusta (aujourd'hui Sunbury), les colons sondent et explorent le terrain. Une grande partie de Reading Road est construite plus tard sous le nom de Route 61, l'autoroute principale reliant l'est au sud de Centralia.
En 1793, Robert Morris, l'un des héros de la guerre d'indépendance des États-Unis et signataire de la Déclaration d'indépendance, acquiert un tiers du terrain de Centralia. Lorsqu'il fait faillite en 1798, le terrain est remis à la Banque des États-Unis. Un capitaine français du nom de Stephen Girard achète le terrain de Morris pour 30 000 dollars, ce qui inclut 68 parcelles cadastrales à l'est du terrain de Morris, car il a appris la présence de gisements de charbon dans la région.
En 1832, Jonathan Faust ouvre la Taverne Bull's Head dans ce qui est alors appelé le Roaring Creek Township, ce qui donne à la ville son premier nom, Bull's Head. En 1842, le terrain de Centralia est acheté par l'entreprise Locust Mountain Coal and Iron company. Alexander Rae, un ingénieur minier, déménage avec sa famille et commence à construire la structure du village, dessinant l'agencement des rues et des terrains dans le but de les développer. Rae nomme la ville Centreville, mais en 1865 change le nom en Centralia, car la Poste des États-Unis comporte déjà une ville au nom de Centreville dans le comté de Schuylkill. Le chemin de fer Mine Run Railroad est construit en 1854 pour transporter le charbon hors de la vallée.

### Début de l'exploitation minière
Les deux premières mines de Centralia, Locust Run Mine et Coal Ridge Mine, sont ouvertes en 1856. Viennent ensuite Hazedell Colliery Mine, ouverte en 1860, Centralia Mine en 1862, et Continental Mine en 1863. La Continental Mine est située dans l'ancienne propriété de Stephen Girard. La ramification de la Lehigh Valley Railroad, la Lehigh and Mahanoy Railroad, est construite à Centralia en 1865 ; elle permet le transport et l'expansion des ventes de charbon de Centralia aux marchés de l'est de la Pennsylvanie.
Centralia est incorporée comme municipalité en 1866. Le principal pourvoyeur d'emplois est l'industrie du charbon. Alexander Rae, le fondateur de la ville, est assassiné dans sa carriole par les membres de Molly Maguires le 17 octobre 1868, au cours d'un voyage entre Centralia et le Mont Carmel. Trois hommes sont finalement condamnés pour sa mort et sont pendus dans le siège du comté de Bloomsburg, le 25 mars 1878.
Plusieurs autres meurtres et des incendies criminels ont également lieu au cours de cette période, car Centralia est un foyer de l'action de Molly Maguires au cours des années 1860, qui a pour but d'organiser un syndicat de mineurs afin d'améliorer leurs salaires et les conditions de travail. Une légende parmi les habitants de Centralia dit que le Père Daniel Ignatius McDermott, le premier prêtre catholique romain à vivre à Centralia, maudit la terre en guise de représailles après avoir été agressé par trois membres de la Maguires en 1869. McDermott aurait dit qu'il arriverait un jour où l'église Catholique Romaine Saint-Ignatius serait la seule structure restante à Centralia. Beaucoup des leaders de Molly Maguires sont pendus en 1877, ce qui met fin à leurs crimes. Les rumeurs disent qu'un certain nombre de descendants des Molly Maguires vivaient toujours à Centralia jusqu'aux années 1980.
Selon les chiffres du Bureau du recensement des États-Unis, la ville de Centralia atteint son maximum de population, 2 761 habitants, en 1890. À son apogée, la ville comporte 7 églises, 5 hôtels, 27 saloons, 2 théâtres, une banque, un bureau de poste, et 14 épiceries et des magasins. Trente-sept ans plus tard, la production de charbon anthracite atteint son apogée en Pennsylvanie. Dans les années suivantes, la production baisse, étant donné que de nombreux jeunes mineurs de Centralia s'enrôlent dans l'armée alors que les États-Unis entrent dans la Première Guerre mondiale.
En 1929, le krach de la bourse aboutit à la fermeture de cinq mines de la Lehigh Valley Coal Company localisées dans la région de Centralia. Des mineurs de contrebande continuent à extraire du charbon dans plusieurs mines abandonnées, utilisant des techniques telles que le pillar-robbing, où les mineurs extraient le charbon des piliers laissés dans les mines pour supporter leurs toits. Cela cause l'effondrement de plusieurs des mines inactives, ce qui complique plus encore la prévention des feux de mine en 1962. Le bouchage total des mines abandonnées est empêché par la présence de parties effondrées.
En 1950, le Conseil municipal acquiert les droits sur tout le charbon anthracite présent sous Centralia via une loi d'État adoptée en 1949, qui permet la transaction. Cette année-là, le recensement fédéral compte 1 986 habitants à Centralia.
L'exploitation des mines de charbon continue jusqu'aux années 1960, lorsque la plupart des sociétés ferment. L'exploitation minière de contrebande continue jusqu'en 1982, et l'extraction de charbon à ciel ouvert est toujours pratiquée dans la région. Une mine souterraine d'environ trois miles vers l'ouest emploie environ 40 personnes.
Le service ferroviaire prend fin en 1966. Centralia possède sa propre école de district, qui comprend des écoles primaires et une école secondaire. Il y a aussi deux écoles catholiques. En 1980, Centralia compte 1 012 habitants ; en outre, 500  ou   600 personnes vivent à proximité de la ville.

### L’incendie
L'incendie du gisement souterrain de charbon de Centralia a débuté en mai 1962. Son origine exacte demeure incertaine. Il semble que cinq pompiers occupés à nettoyer un dépotoir auraient accidentellement mis le feu à la mine de charbon souterraine. Selon une autre version, un camion benne déversant des cendres fumantes dans le puits d'une mine abandonnée y aurait mis le feu. Elle note que le conseil de la municipalité du 4 juin 1962 parle de deux incendies dans le site, et que cinq pompiers ont présenté des factures pour avoir combattu le feu de la décharge. Le bourg, d'après la loi, devait installer une barrière résistante au feu entre chaque couche de la décharge, mais ne l'a pas fait à temps, laissant la barrière inachevée. Cela a permis aux charbons ardents d'atteindre la veine de charbon située sous la décharge, ce qui a provoqué l'incendie souterrain,. Aujourd'hui, ce feu s'étend sur 1,6 km2 et avance de 15 m/an. À ce rythme, le sous-sol de Centralia devrait brûler pendant encore près de 250 ans.
Une autre théorie propose que le feu du Bast Colliery de 1932 n'a jamais été entièrement éteint, et que le feu a atteint la décharge de la zone en 1962 ; toutefois, un mineur, du nom de Frank Jurgill Sr., conteste cette théorie. Jurgill affirme qu'il a exploité une mine de contrebande avec son frère près de la décharge de 1960 à 1962. Si le feu de Bast Colliery n'avait pas été éteint, les frères auraient probablement été submergés ou tués par les gaz nocifs se répandant via les nombreux tunnels interconnectés de la région.

#### Effets immédiats
En 1979, les habitants prennent conscience de l'ampleur du problème quand un propriétaire de station d'essence, le maire John Coddington, insère une jauge dans l'un de ses réservoirs souterrains pour vérifier le niveau de carburant. Quand il la retire, elle semble chaude. Il plonge un thermomètre dans le réservoir via une chaîne et est choqué de découvrir que la température de l'essence dans le réservoir est de 78 °C.
L'attention à l'échelle de l'État pour l'incendie commence à augmenter, culminant en 1981, quand un résident de 12 ans, Todd Domboski, tombe dans une doline, de 1 m de large par 46 m de profondeur, qui s'ouvre sous ses pieds dans une arrière-cour. Son cousin, âgé de 14 ans, Eric Wolfgang, tire Domboski hors du trou et lui sauve la vie. Le panache de vapeur chaude qui s'échappe du trou est testé et contient un taux mortel de monoxyde de carbone.
Bien qu'il y ait des preuves physiques et visibles de l'incendie, les résidents de Centralia sont fortement divisés sur la question de savoir si le feu pose une menace directe pour la ville. Dans The Real disaster above Ground, Steve Kroll-Smith et Steve Couch identifient au moins six groupes, chacun organisé autour de différentes interprétations de la sévérité et du type de risques posé par l'incendie. En 1983, le Congrès alloue plus de 42 millions de dollars pour la relocalisation des habitants. La grande majorité des résidents accepte les offres de rachat du gouvernement. Plus de 1 000 personnes sont déplacées en dehors de la ville et 500 constructions sont démolies.
En 1992, le gouverneur de Pennsylvanie, Bob Casey, invoque le passage de tous les biens du bourg dans le domaine public, condamnant tous les bâtiments à l'intérieur du bourg. Une action juridique menée par les résidents s'ensuit, sans succès. En 2002, le Service postal américain abandonne le code postal de Centralia, 17927. En 2009, le gouverneur Ed Rendell lance la procédure formelle d'éviction des derniers résidents de Centralia.
L'incendie de la mine s'étend sous le village de Byrnesville (en), localisé au sud de celle-ci, et il doit également être abandonné.

### La condamnation et l'abandon de la ville
Quelques maisons sont encore debout à Centralia. La plupart des bâtiments abandonnés ont été démolis par l'autorité de réaménagement du comté de Columbia ou reconquis par la nature. Au premier coup d'œil, la zone ressemble maintenant à un champ comportant de nombreuses rues pavées. Certaines zones sont remplies d'arbres. L'église restante du bourg, Sainte-Marie, organise des services le dimanche. Elle n'a pas encore été directement touchée par le feu. Les quatre cimetières de la ville, dont un au sommet de la colline de laquelle s'élève de la fumée, sont maintenus en bon état.[réf. nécessaire]

## Galerie

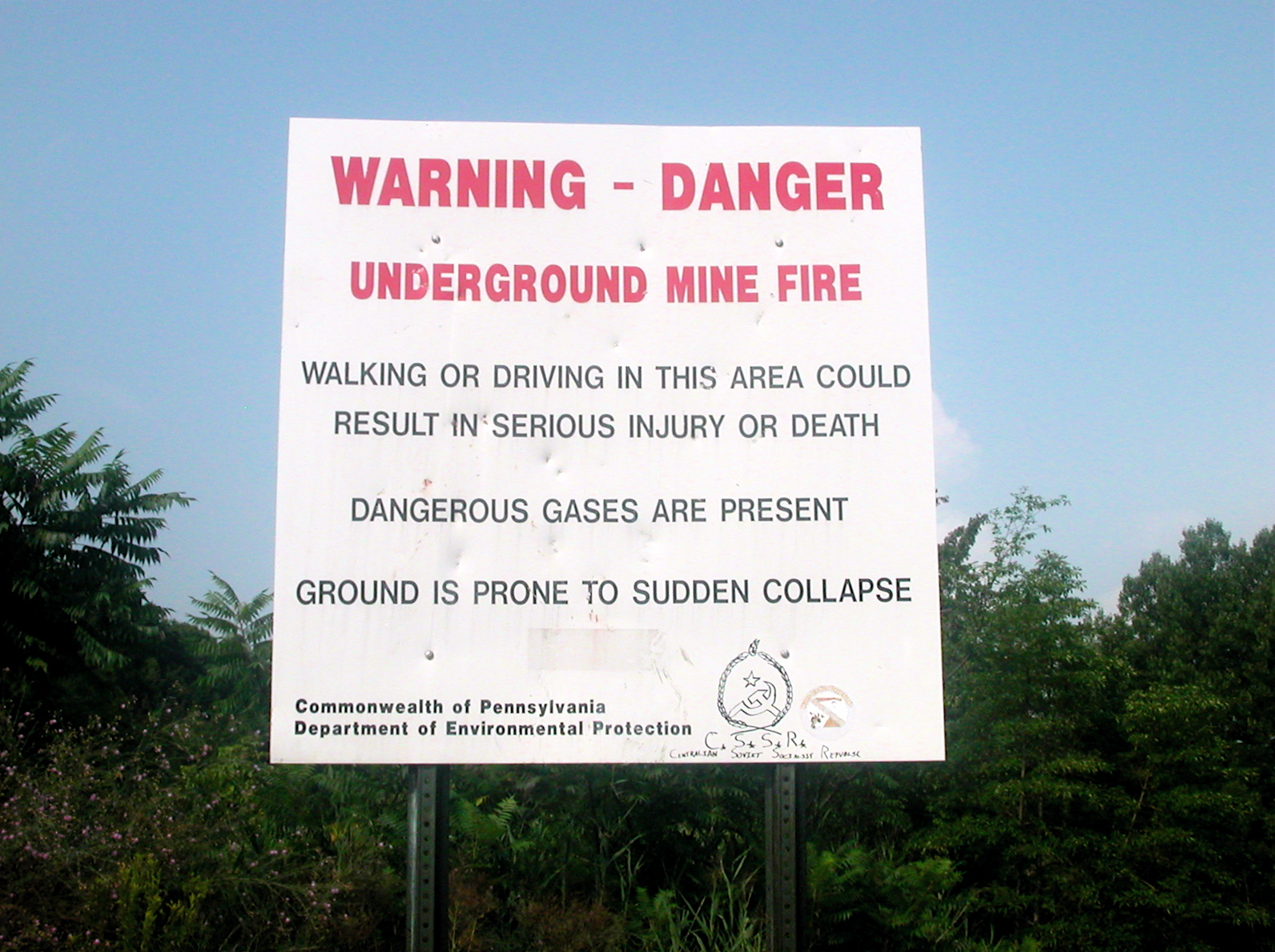
Panneau d'avertissement.
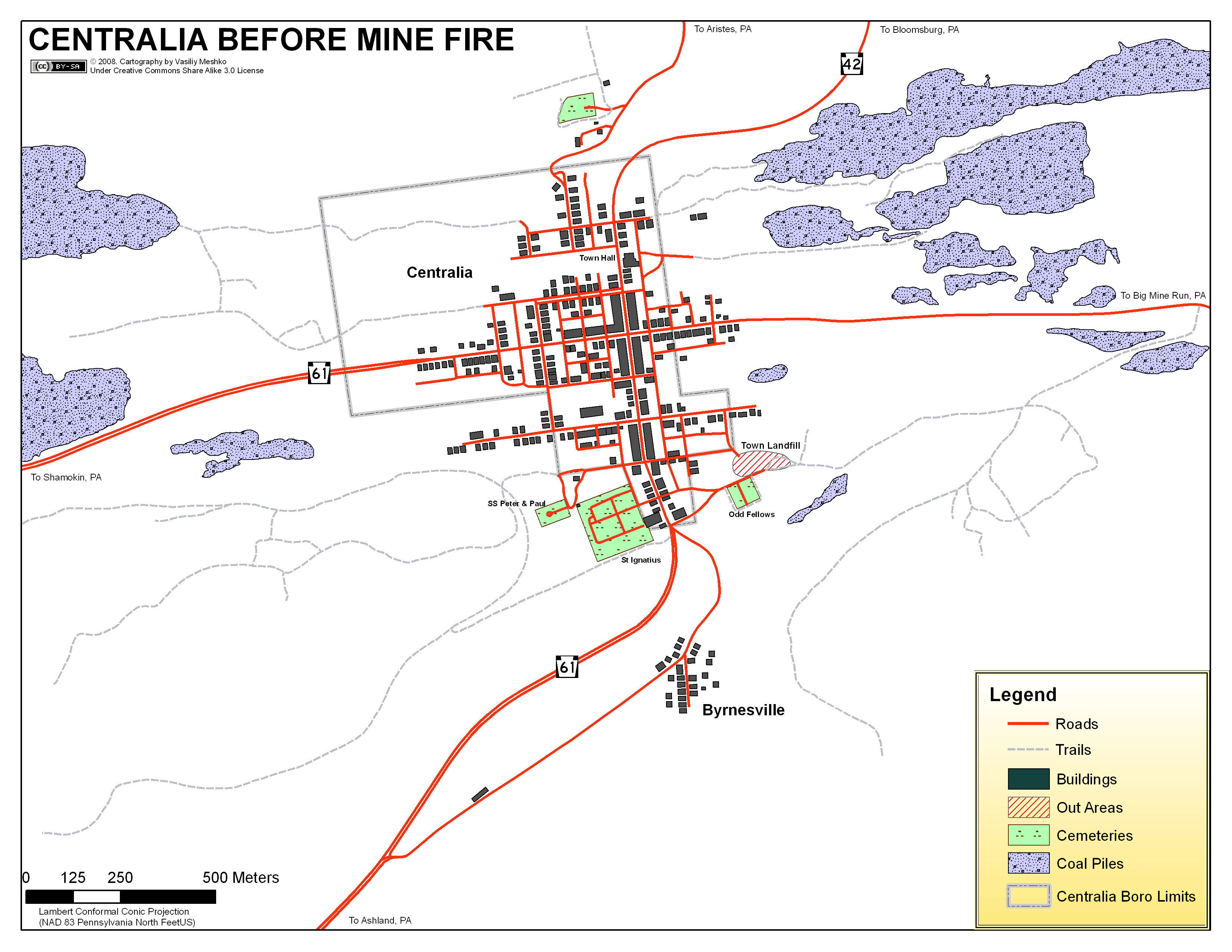
Centralia avant le feu de la mine.
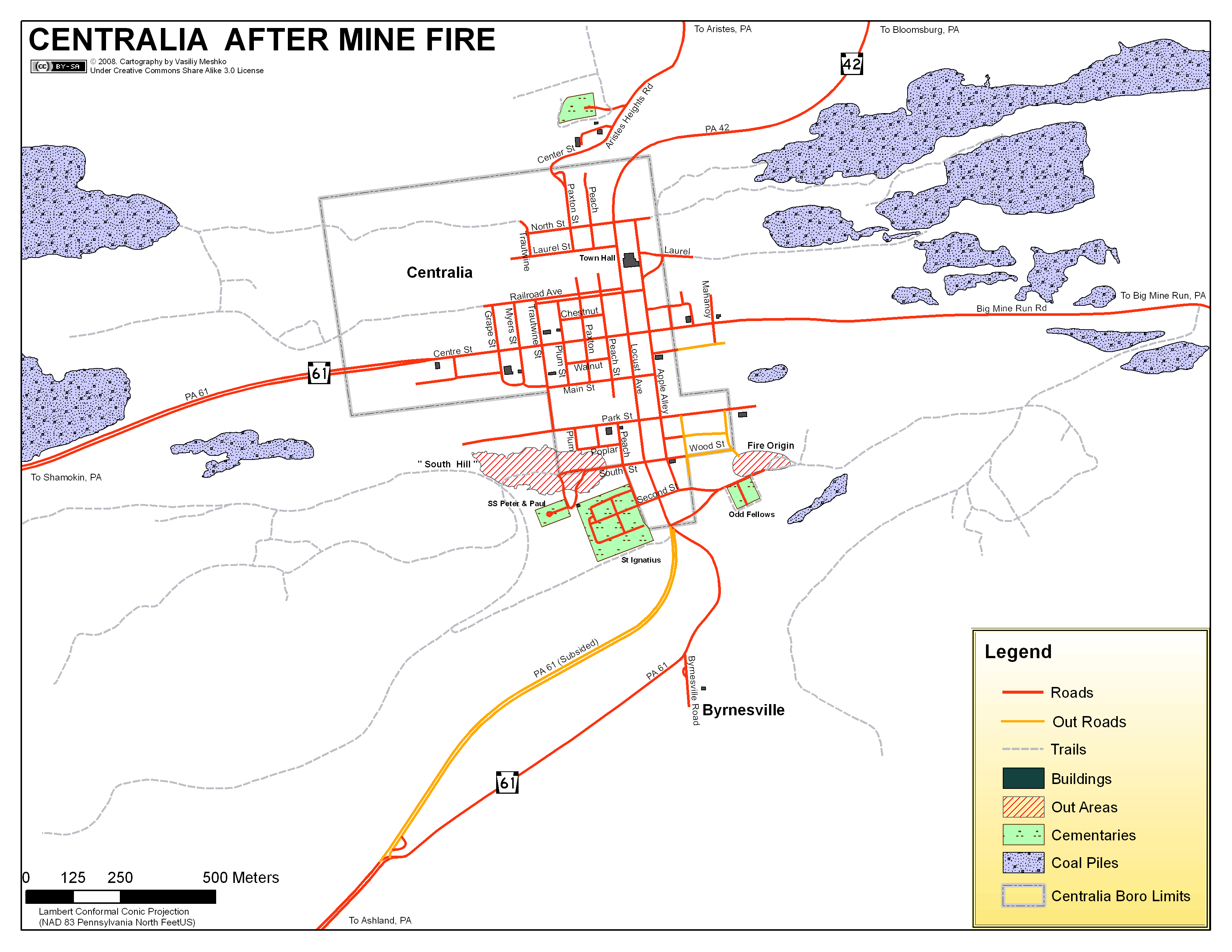
Centralia après le feu de la mine.
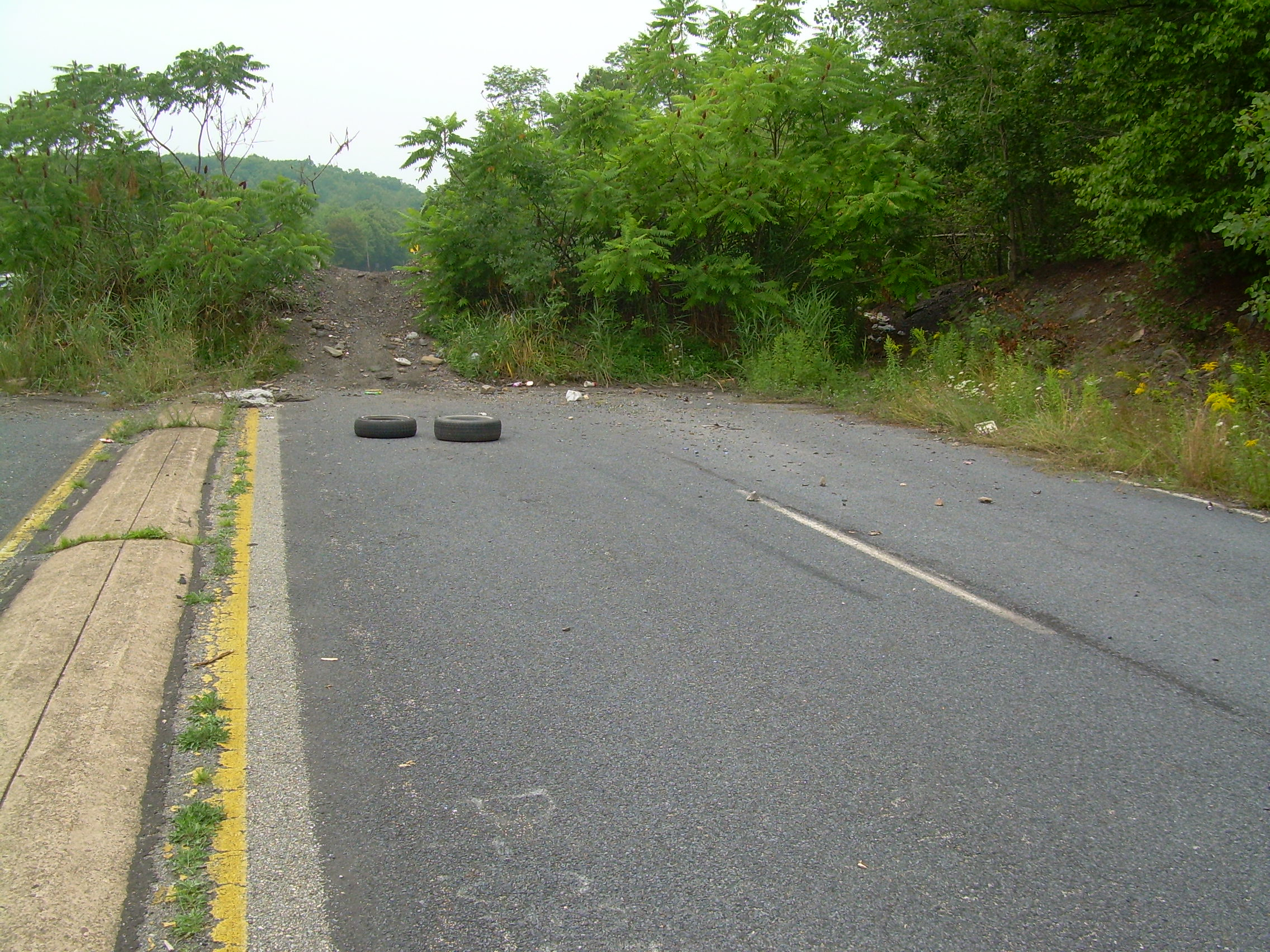
Route 61 condamnée.
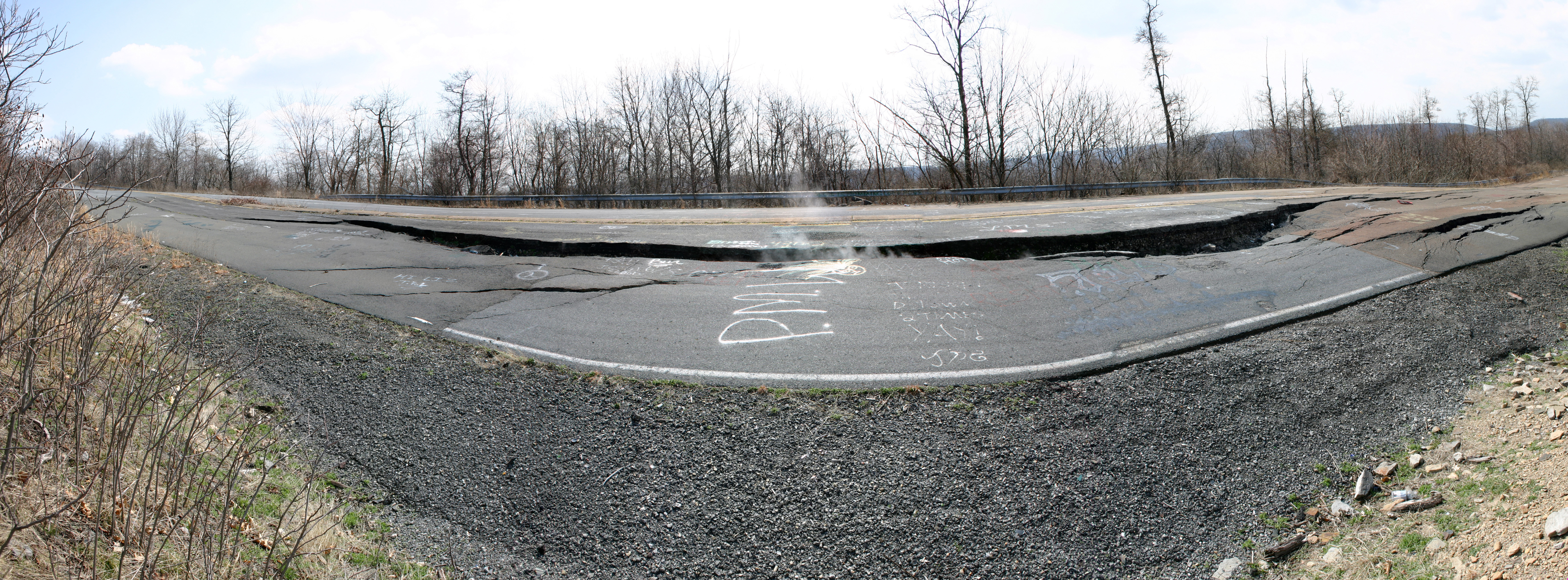
Route détériorée par le feu de la mine.
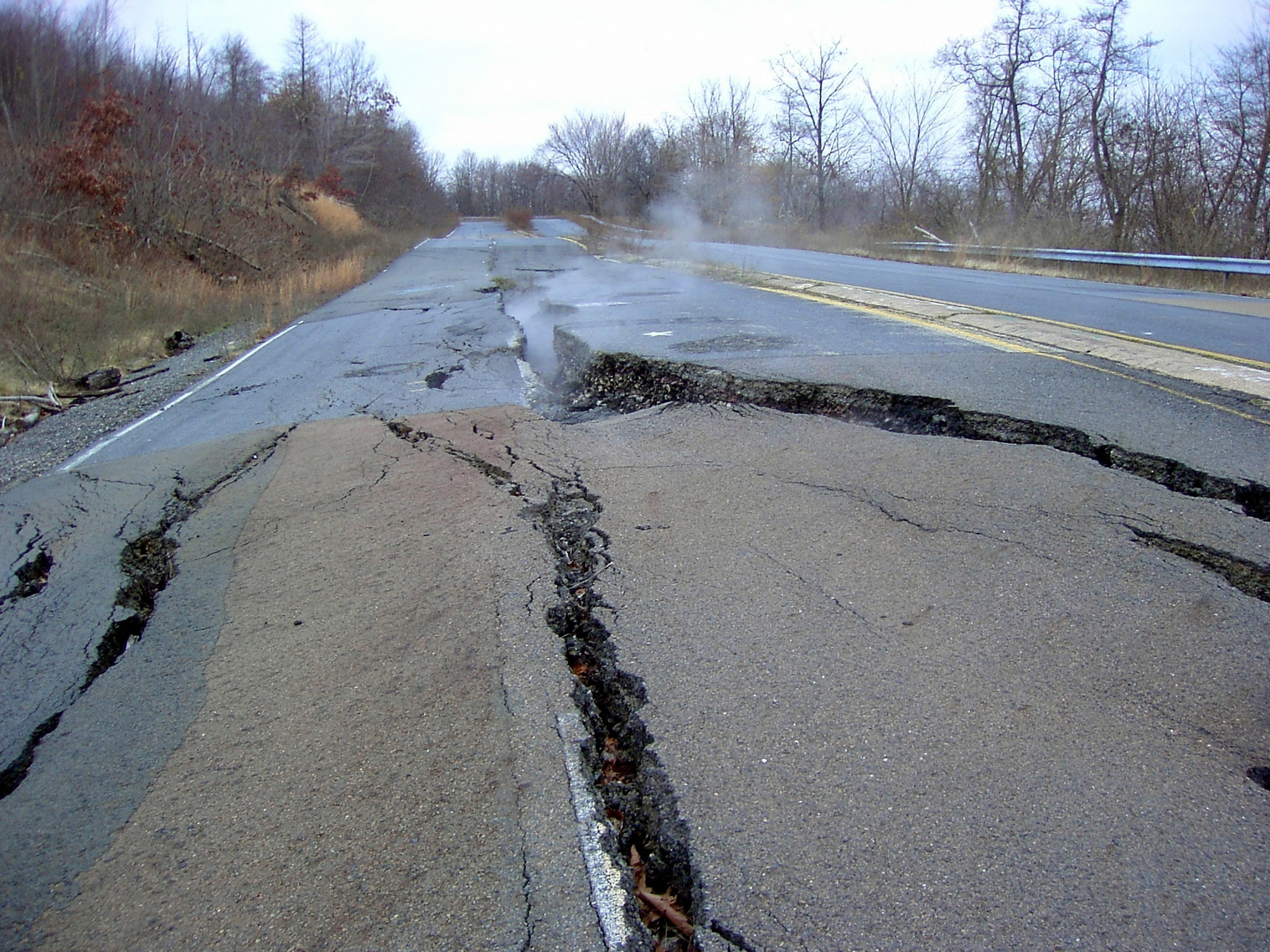
Route détériorée par le feu de la mine.
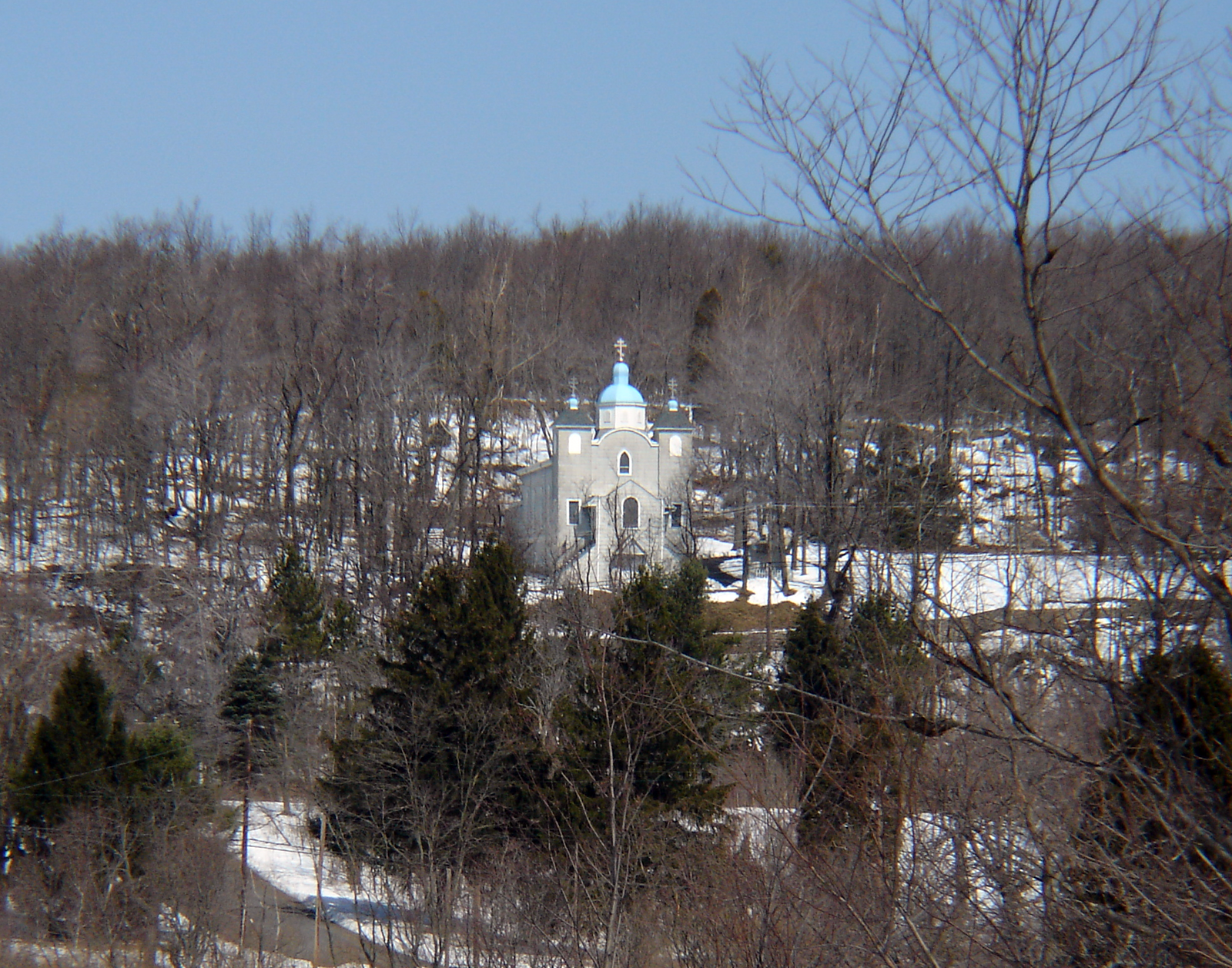
Église gréco-catholique au nord de Paxton Street.
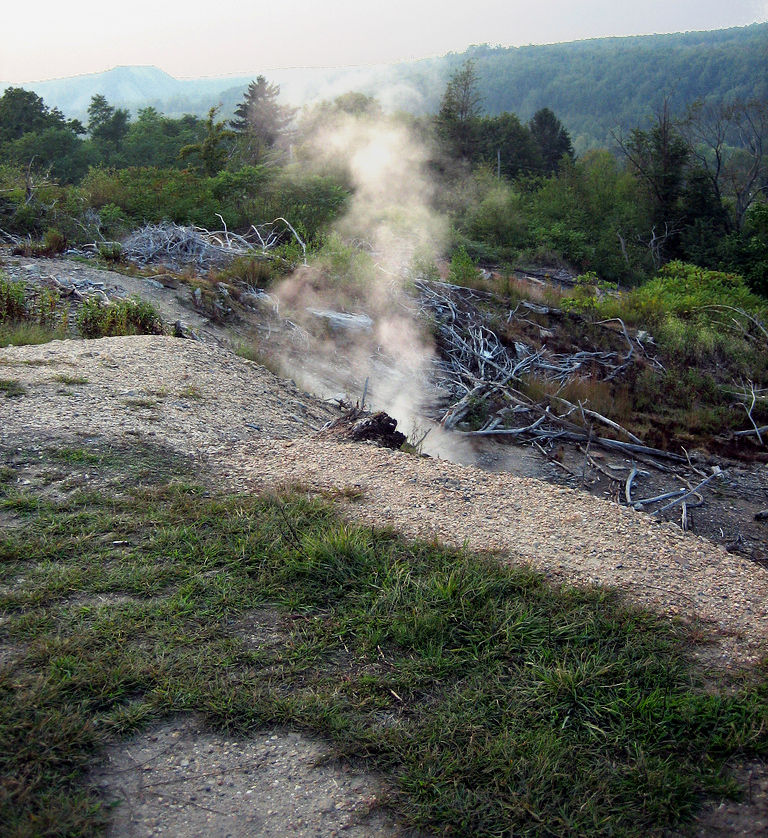
Des gaz toxiques et de la fumée s'élèvent du sol au-dessus de l'incendie souterrain en 2006.
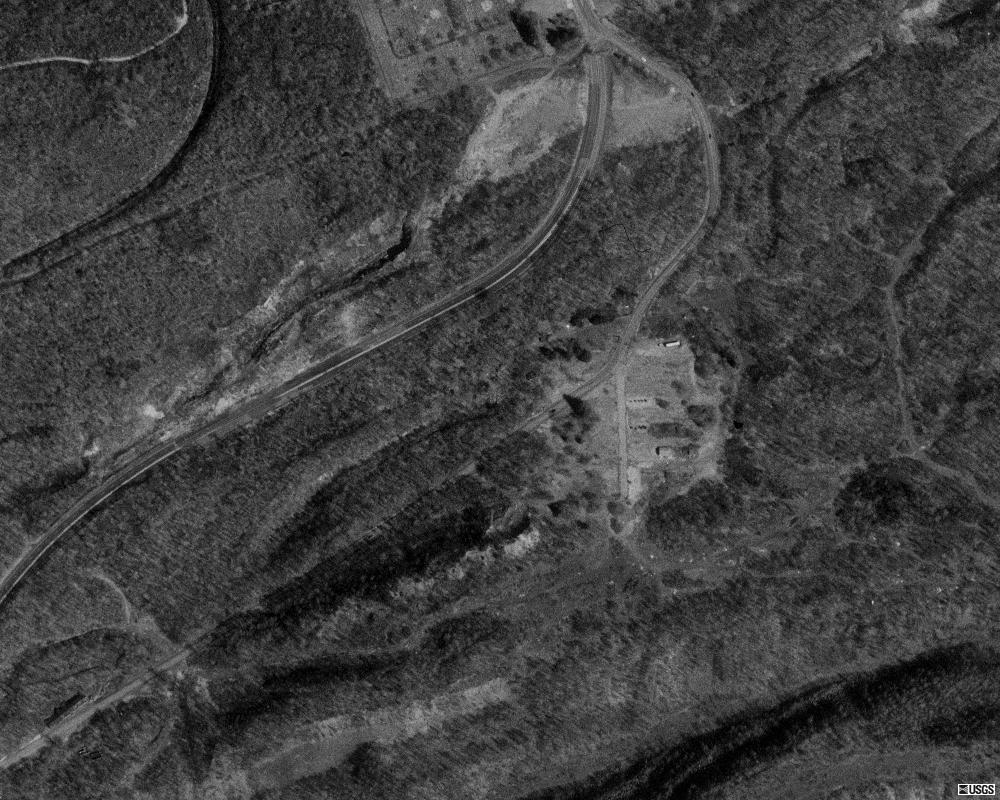
Photo de 1999 montrant l'autoroute abandonnée et la route qui la remplace.
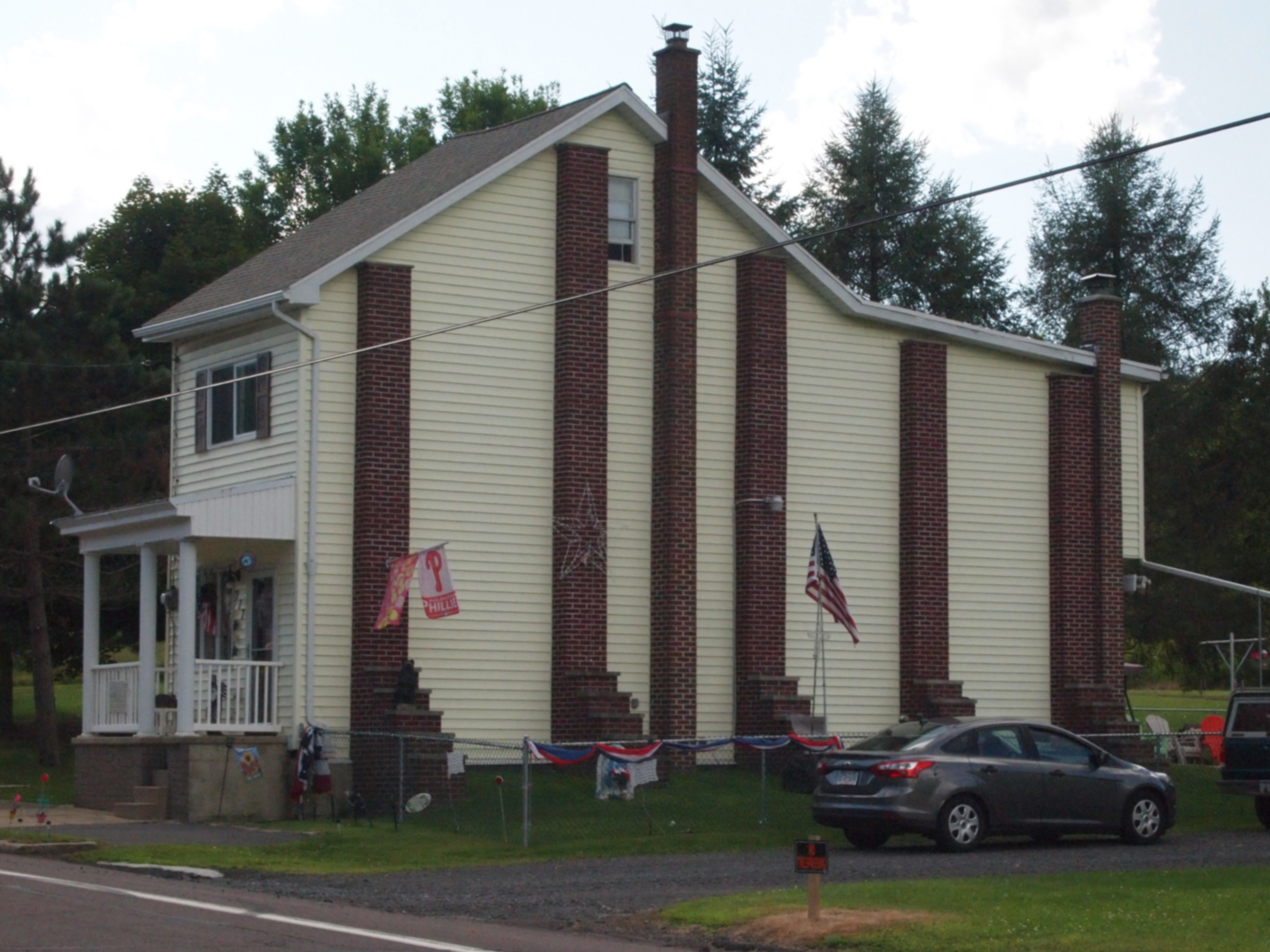
Une maison jumelée renforcée par cinq contreforts servant à soutenir le mur commun après le retrait de la maison attenante.
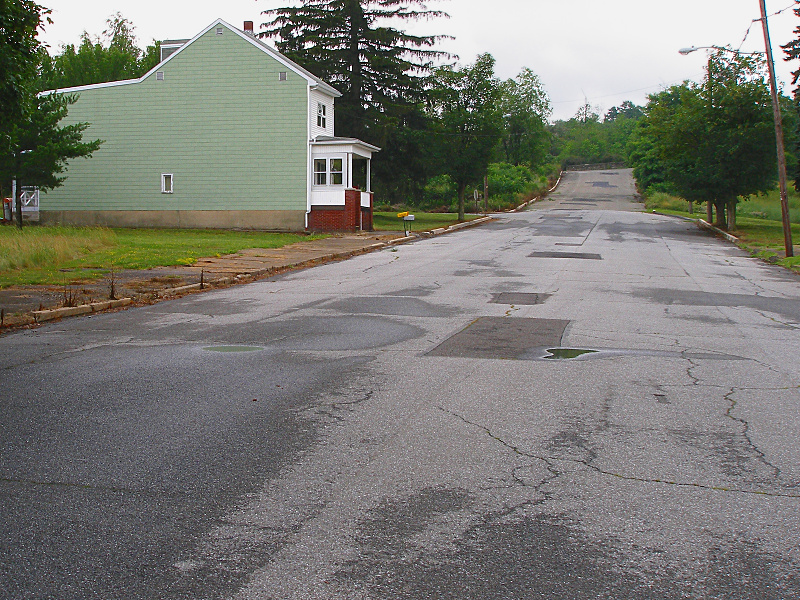
Une maison solitaire.

## Pour approfondir

#### Article
- Lorraine Millot, « Centralia, la vie à petit feu », Libération,‎ 20 mars 2010 (lire en ligne)

#### Ouvrage
- Aude de Tocqueville et Karin Doering-Froger, Atlas des cités perdues, Paris, Arthaud, 2014, 143 p. (ISBN 978-2-08-131468-9), p. 38